# Berlin–Angermünde–Berlin 1966

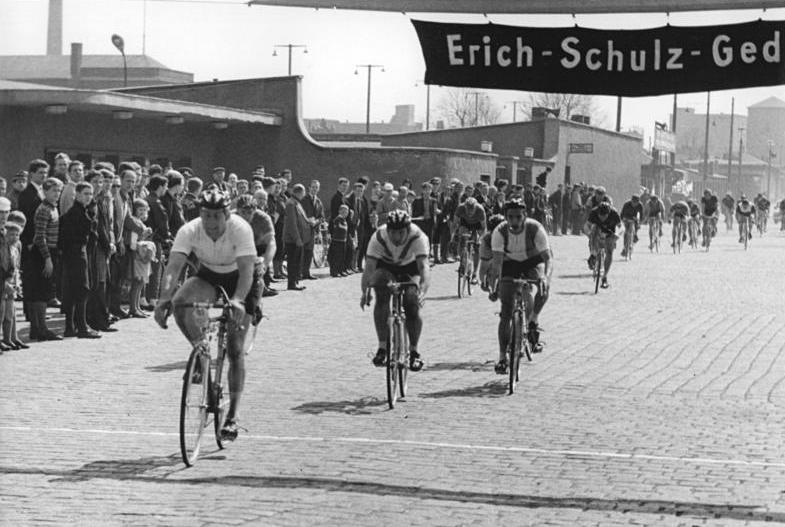
Von links nach rechts: Erhard Hancke, Siegfried Köhler, Wolfgang Schmelzer

Berlin–Angermünde–Berlin 1966 war die 17. Austragung des Eintagesrennens Berlin–Angermünde–Berlin. Es fand am 24. April über 168 Kilometer statt. Sieger wurde Erhard Hancke.

## Rennverlauf
Vor dem Start sorgte das Fernbleiben von 10 Nationalfahrern für Unmut bei den Veranstaltern. Diese waren auf Weisung von Nationaltrainer Werner Schiffner zu einem Rennen in Frankenberg beordert worden. Dadurch hatten die verbliebenen Fahrer der Leistungsklasse keine Chance, die Startvorgaben der Leistungsklassen I und II aufzuholen. Ein Feld von 25 Fahrern, darunter die Nationalfahrer des Bahnradsports, erreichten gemeinsam das Ziel vor der Werner-Seelenbinder-Halle. Im Sprint setzte sich Erhard Hancke durch.

## Ergebnis
|     | Fahrer             | Verein               | Zeit (h)  |
| --- | ------------------ | -------------------- | --------- |
| 01. | Erhard Hancke      | SC Leipzig           | 4:09:45 h |
| 02. | Siegfried Köhler   | TSC Berlin           | gl. Zeit  |
| 03. | Wolfgang Schmelzer | TSC Berlin           | gl. Zeit  |
| 04. | Jürgen Exner       | ASK Vorwärts Leipzig | gl. Zeit  |
| 05. | Dieter Gonschorek  | ASK Vorwärts Leipzig | gl. Zeit  |
| 06. | Dieter Dovatt      | SG Dynamo Cottbus    | gl. Zeit  |
| 0 … |                    |                      |           |